# پنهاو، نیوپورت
پنهاو (به انگلیسی: Penhow) یک منطقهٔ مسکونی در بریتانیا است که در نیوپورت واقع شده‌است. پنهاو ۷۷۰ نفر جمعیت دارد.